# Fryda
Fryda – skrócona forma imienia Fryderyka, Elfryda, Alfreda, Fredegunda lub Frydolina.
Fryda imieniny obchodzi: 18 lutego.